# Bezirksgericht Oschatz
Das Bezirksgericht Oschatz war von 1855 bis 1879 ein Gericht im Königreich Sachsen mit Sitz in Oschatz.

## Geschichte
Mit dem Gesetz, die künftige Einrichtung der Behörden erster Instanz für Rechtspflege und Verwaltung betreffend vom 11. August 1855 wurden die Eingangsgerichte neu geordnet. Die Patrimonialgerichte wurden endgültig aufgelöst, Verwaltung und Rechtsprechung getrennt. Die Details der Verwaltungsreform regelten das sächsische Gerichtsverfassungsgesetz vom 11. August 1855 und die Verordnung über die Bildung der Gerichtsbezirke vom 2. September 1856.
Eingangsgerichte waren nur die Gerichtsämter und Bezirksgerichte. Als mittlere Instanz wurden vier Appellationsgerichte eingerichtet. Oberste Instanz war das Oberappellationsgericht Dresden.
Das Bezirksgericht Oschatz war dem Appellationsgericht Leipzig unterstellt. Es war das  Gerichtsamt für die Stadt Oschatz. Außerdem umfasste der Gerichtsbezirk folgende Gerichtsämter: Gerichtsamt Oschatz, Gerichtsamt Strehla, Gerichtsamt Mügeln, Gerichtsamt Wermsdorf und Gerichtsamt Döbeln. 1860 wurde das Bezirksgericht Rochlitz aufgehoben und aus dessen Sprengel das Gerichtsamt Leisnig dem Bezirksgericht Oschatz zugeordnet.
1879 wurden das Bezirksgericht Oschatz und seine Gerichtsämter aufgehoben. An deren Stelle wurden Amtsgerichte gebildet. Dies waren  die Amtsgerichte in Oschatz, Strehla, Mügeln, Leisnig und Döbeln.